# 건강로
건강로(Geongang-ro, 健康路)는 강원특별자치도 원주시 반곡동에 있는 원주시도로, 총 연장은 0.982 km이다. 도로의 명칭이 유래된 것은 건강도시 원주시 브랜드 슬로건을 반영하였기 때문이다.

## 역사
- 2016년 6월 17일 : 도로명으로 건강로를 고시

## 주요 경유지
- 원주시
  - 반곡동

## 접촉하는 도로
교차 가능
- 혁신로
- 세계로
- 미래로
- 양지로

교차 불가
- 국도 제5호선 전용 도로 (원주시 국도대체우회도로)

## 주요 건물 및 시설
- 주연빌딩 (건강로 3/반곡동 1901-5)
- 조은빌딩 (건강로 21/반곡동 1913-1)
- 국민건강보험공단 (건강로 32/반곡동 1894-6)
- 버들초등학교 (건강로 80/반곡동 2042-5)

## 5번 국도 진입 관련
건강로에서는 5번 국도와 직접 교차할 수 없기 때문에, 이 도로를 이용하는 것을 권장하지 않는 대신 양지로를 이용한 후 입춘로를 거쳐야 가능하다. 다만 춘천 등 북부 방향은 섭재삼보길을 통해 상행선을 이용해야 효과가 있으며, 제천이나 안동 방면으로는 심평원사거리에서 직진한 뒤 그대로 나와야 효과가 있다.